# 토니 러셀
토니 러셀(Tony Russel, 1925년 11월 23일 ~ 2017년 3월 18일)은 미국의 성우, 영화배우, 연극 배우, 텔레비전 배우이다.
커노샤에서 태어났으며 라스베이거스에서 사망하였다.

## 영화
- 여러분의 친구 생쥐 (2007년)
- 워 오브 더 플래닛 (1966년)
- 바하인드 더 마크 오브 조로 (1965년)
- 더 시크릿 세븐 (1963년)
- 건 힐의 결투 (1959년)
- 조로의 싸인 (1958년)
- 조로 (1957년)
- 애니씽 고즈 (1956년)